# Донна Дікенсон
Донна Дікенсон (англ. Donna L. Dickenson, нар. 1946 р.) — американський філософ, що спеціалізується на медичній етиці. Почесний професор медичної етики та гуманітарних наук Лондонського університету, науковий співробітник центрів Ethox та HeLEX Оксфордського університету, а також запрошений науковий співробітник Центру етики в медицині Брістольського університету. 
Вона написала понад 20 книг на цю тему, в тому числі:
- «Біоетика: Все, що має значення» (короткий вступ) (2012);
- «Я медицина vs. Ми медицина: Відновлення біотехнології для загального блага» (2013),
- «Моральна удача в медичній етиці та практичній політиці» (1991),
- «Ризик і удача в медичній етиці» (2003),
- «Власність у тілі: Феміністичні перспективи» (2007),
- «Бодішопінг: Перетворення частин тіла на прибуток» (2009).

Вона також є співавтором Кембриджського посібника з медичної етики (2001) та другого видання Кембриджського посібника з медичної етики (2010). 

## Освіта
Дікенсон є випускницею школи Чоут Розмарі Холл в Коннектикуті та коледжу Велслі в Массачусетсі, де вона отримала ступінь бакалавра політичних наук. Здобула ступінь магістра міжнародних відносин у Лондонській школі економіки. Повернувшись до США, вона працювала науковим співробітником в Єльському університеті, а потім рік працювала в Інституті правосуддя Віри в Нью-Йорку. У 1974 році обійняла посаду у Відкритому університеті у Великій Британії, а згодом отримала ступінь доктора філософії, захистивши дисертацію про моральну удачу в етиці та політиці. Вона працювала викладачем у Відкритому університеті протягом 22 років. За цей час вона розробила загальнонаціональний курс про смерть і вмирання, який фінансувався Міністерством охорони здоров'я з метою поширення нових досягнень у сфері паліативної допомоги та етичних питань серед широкої громадськості. 

## Кар'єра

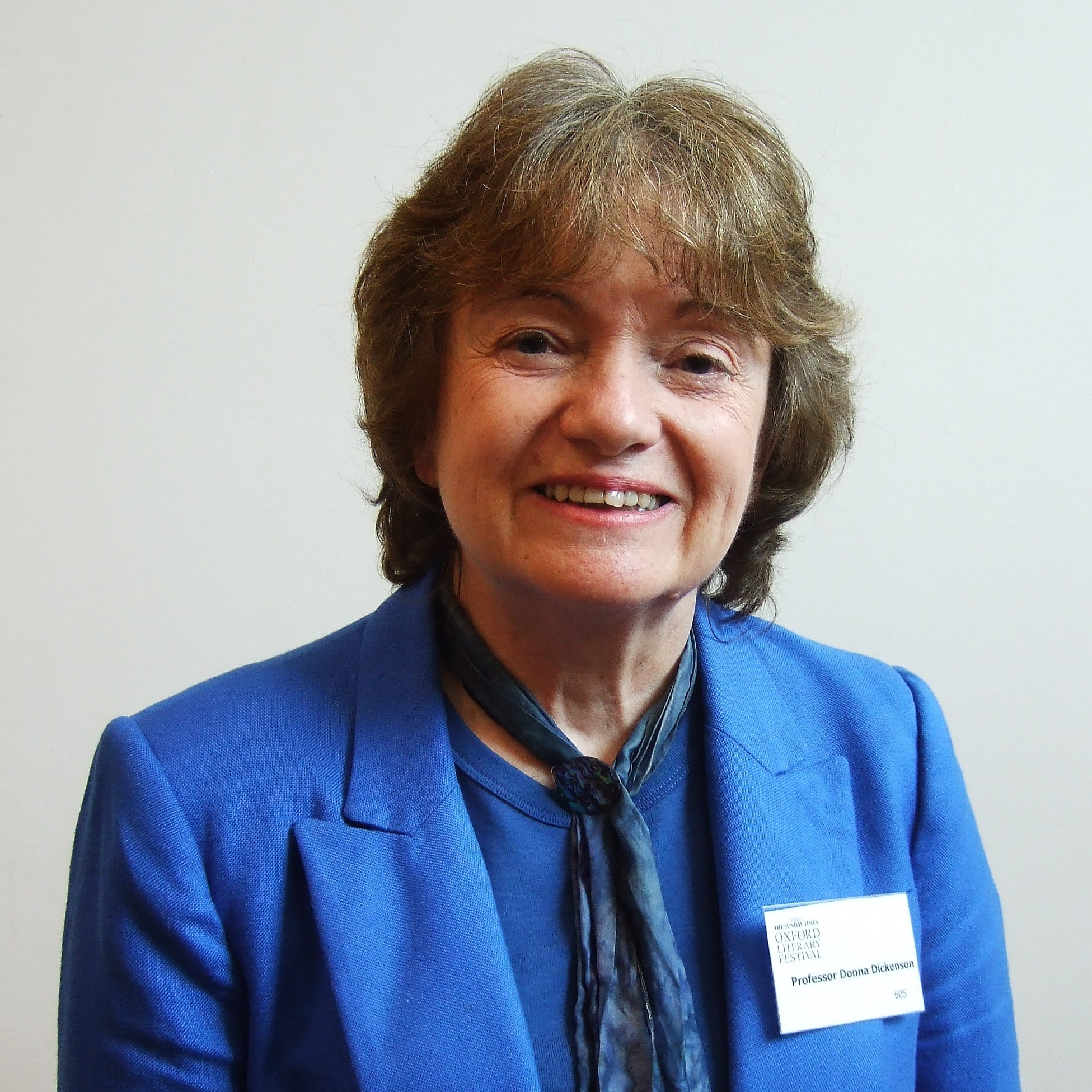
Донна Дікенсон на Оксфордському літературному фестивалі 2013 року.

У 1997 році перейшла до Імперського коледжу в Лондоні на посаду лектора з медичної етики та права, а в 2001 році - до Бірмінгемського університету на посаду професора глобальної етики імені Джона Фергюсона. У 2005 році вона стала професором медичної етики та гуманітарних наук у коледжі Біркбек, Лондон, де керувала Інститутом гуманітарних наук Біркбека. Вона також керувала чотирма міжнародними дослідницькими проектами для Європейської Комісії, включаючи Мережу за права європейських жінок (2004-2006), що фінансувалася V Рамковою програмою Європейської Комісії для дослідження контрастних європейських підходів до етичних та правових питань репродуктивної етики, торгівлі людьми, політичної участі жінок та соціальних прав (Heather Widdows et al. (eds), Women's Reproductive Rights [Basingstoke: Palgrave Macmillan, 2006]).
Вона надавала експертні свідчення таким органам, як Комітет з питань науки і технологій Палати громад та Європейська асоціація національних комітетів з біоетики, а також працювала в багатьох національних органах управління з питань етики, таких як Комітет з питань етики Королівського коледжу акушерів-гінекологів Великої Британії (2003-2009 рр.).
У 2006 році вона стала першою жінкою, яка отримала Міжнародну премію «Об'єктив Спінози», що присуджується в Нідерландах раз на два роки в галузі етики. 